# سینت کلاود (ویرجینیای غربی)
سینت کلاود (به انگلیسی: Saint Cloud) یک منطقهٔ مسکونی در ایالات متحده آمریکا است که در شهرستان مونونگالیا، ویرجینیای غربی واقع شده‌است. سینت کلاود ۴۵۵٫۹۹ متر بالاتر از سطح دریا واقع شده‌است.